# Cyprian (biskup)
Cyprian (zm. 16 listopada 1207) – biskup lubuski od 1198, następnie biskup wrocławski od 1201.
Przed przybyciem do Polski około 1185 był zakonnikiem w klasztorach norbertańskich w Cappenbergu i w Želivie. W 1193 został opatem tegoż konwentu w klasztorze ołbińskim. Biskupem lubuskim prekonizowany 8 kwietnia 1198, ale już w 1201 (między marcem a sierpniem) został przeniesiony na stolec biskupi we Wrocławiu(został wybrany przez kapitułę katedralną).Bliski współpracownik książąt śląskich Bolesława Wysokiego i jego syna i następcy Henryka Brodatego, wspierał ich (a zwłaszcza Henryka) w realizacji planów kolonizacyjnych na prawie niemieckim na Śląsku, z którym zawarł nawet umowę w sprawie dogodniejszego płacenia dziesięcin przez kolonistów. W 1201 poparł Henryka w walce ze stryjem Mieszkiem Plątonogim, prosząc jednocześnie o interwencję tak u biskupa krakowskiego Pełki, jak i u arcybiskupa gnieźnieńskiego Henryka Kietlicza, co doprowadziło do ugody między zwaśnionymi książętami. Brał czynny udział w fundacji klasztoru Cysterek w Trzebnicy – nadał im dziesięciny ze Ścinawy i Stobna, a 13 stycznia 1203 uroczyście wprowadził mniszki do dopiero co zbudowanego drewnianego klasztoru. został pierwszym biskupem wrocławskim wybranym przez kapitułę katedralną, a nie bezpośrednio przez księcia.  Wybór kapituły został potem zatwierdzony przez papieża.
Tradycja przypisuje mu zlikwidowanie ostatnich miejsc kultu pogańskiego na Śląsku. Według lokalnych przekazów jaworskich opisanych w kronice z XVII w. "Annales Jaurani bei Rohinus" z woli Cypriana spalono święty gaj na Górze Bazaltowej położonej 6 km od miasta Jawor.